# Doug Peden
James Douglas Peden, detto Doug (Victoria, 18 aprile 1916 – Victoria, 11 aprile 2005), è stato un cestista canadese.

## Carriera
Ha vinto la medaglia d'argento con la nazionale di pallacanestro del Canada alle Olimpiadi di Berlino 1936, giocando cinque partite.